# النزاع الباسكي
النزاع الباسكي، المعروف أيضًا باسم نزاع إسبانيا - إيتا، كان نزاعًا مسلحًا وسياسيًا منذ عام 1959 وحتى عام 2011 بين إسبانيا. وحركة التحرير الوطنية الباسكية، هي مجموعة من المنظمات الاجتماعية والسياسية الباسكية التي سعت للاستقلال من إسبانيا وفرنسا. تأسست الحركة على يد منظمة إيتا الانفصالية، التي شنت حملة من الهجمات على الإدارة الإسبانية منذ عام 1959. حُظرت الإيتا باعتبارها منظمة إرهابية من قبل السلطات الإسبانية، والبريطانية، والفرنسية، والأمريكية في أوقات مختلفة. تمركز النزاع في الغالب على الأراضي الإسبانية، على الرغم من أنه كان متواجدًا بدرجة أقل في فرنسا، التي كانت تُستخدم في المقام الأول كملاذ آمن من قبل أعضاء منظمة إيتا. كان هذا أطول نزاع عنيف متواصل في أوروبا الغربية الحديثة. يُشار إليها عادةً على أنها «أطول حرب في أوروبا».
يعد هذا المصطلح مثيرًا للجدل. تفضل المجموعات الوطنية الباسكية مصطلح «نزاع الباسك»، كما يفضله المعارضين لأعمال إيتا العنيفة. رفض آخرون المصطلح من الأكاديميين والمؤرخين الباسكيين المكلفين بإعداد مشروع تقرير عن هذا الأمر من قبل الحكومة الباسكية، حيث أنهم اعتبروا أن الهيئة الشرعية للدولة هي في الواقع تحارب مجموعة إرهابية كانت مسؤولة عن الغالبية العظمى من الوفيات.
كان للنزاع جوانب سياسية وعسكرية. كان من بين المشاركين في كلا الطرفين رجال سياسة ونشطاء سياسيون، والأبيرتشالي اليساري (اليسار الوطني الباسكي)، والحكومة الإسبانية، وقوى إسبانيا وفرنسا الأمنية التي تقاتل ضد إيتا وغيرها من المنظمات الصغيرة، التي تتورط عادةً في حرب العصابات العنيفة للباسك اليافعين. ونشطت جماعات يمينية متطرفة شبه عسكرية قاتلت ضد إيتا في سبعينيات وثمانينيات القرن العشرين.
على الرغم من أن النقاش حول استقلال الباسك بدأ في القرن التاسع عشر، إلا أن النزاع المسلح لم يبدأ حتى تشكيل إيتا في عام 1959. ومنذ ذلك الحين، أسفر الصراع عن موت أكثر من ألف شخص، بمن فيهم ضباط شرطة وأمن، وأعضاء من القوات المسلحة، وسياسيون إسبان، وصحفيون ومدنيون، وبعض أعضاء منظمة إيتا. كما أُصيب آلاف الأشخاص، واختُطف العشرات، ورُحل عدد من الأشخاص المتنازع عليهم، إما للفرار من العنف أو لتجنب القبض عليهم من قبل الشرطة الإسبانية أو الفرنسية أو من قبل شرطة اليوروبول/الإنتربول.
في 20 أكتوبر عام 2011 أعلنت إيتا عن «الوقف النهائي لنشاطها المسلح». وصف الحركة رئيس الوزراء الإسباني خوسيه لويس ثباتيرو باعتبارها «نصرٌ للدمقراطية، والقانون، والعقل».

## تعريف النزاع
يستخدم مصطلح «النزاع الباسكي» إما لتعريف:
1. النزاع السياسي الخارجي بين أجزاء من المجتمع الباسكي والفرانكوية في بادئ الأمر والنموذج الدستوري في المناطق الإسبانية ذات الحكم الذاتي فيما بعد.
2. يوصف بشكل حصري المواجهة المسلحة بين جماعة إيتا الانفصالية والدولة الإسبانية.
3. مزيجًا من النهجين.

لم تشارك فرنسا في البداية في النزاع مع إيتا ولم تستهدفها المنظمة حتى، وبدأ الفرنسيون ببطء في التعاون مع سلطات تطبيق القانون الإسبانية، بدءًا من عام 1987، فيما يتعلق بالنزاع. على عكس المشاركة البريطانية في النزاع في أيرلندا الشمالية، لم تُنشر القوات المسلحة الإسبانية ولم تشارك في نزاع الباسك، على الرغم من أنها كانت تمثل أحد أهداف إيتا الرئيسية خارج إقليم الباسك.
يجادل خوسيه لويس دي لا جرانجا، وسانتياغو دي بابلو، ولودجر ميس بأن مصطلح النزاع الباسكي، صحيح تقنيًا بعدة لغات وباعتباره يعادل «السؤال» أو «المشكلة»، ولا يجب أن يعطي انطباعًا بالحرب بين أوسكال هيريا وإسبانيا وفرنسا، ويجب تفضيل المصطلحين (المشكلة أو السؤال)، اللذان يشملان كُلًا من المشاكل في دمج الأراضي الباسكية في الدولة الإسبانية المعاصرة وأيضًا المشاكل العلمانية من التعايش بين الباسك أنفسهم.

وفقاً لبادي وودورث في مقال صدر عام 2009 في صحيفة نيويورك تايمز:
القضية الأساسية هي ما إن كان هناك «نزاعٌ باسكي» من الأساس. ينكر الرأي العام الإسباني، على الجانب اليساري واليميني على حد سواء، وجود هذا، ويرى أن المشكلة أقرب إلى تحطيم مافيا إجرامية. لكن قوميين الباسك، بما في ذلك الغالبية العظمى الذين يمقتون أساليب إيتا، يعتقدون أن هناك صراعًا سياسيًا كامنًا عميقًا حول تقرير المصير الباسكي. يريدون معالجة هذه المسألة بنفس الخيال والشجاعة التي استخدمتهما الحكومتان البريطانية والأيرلندية في التحدث إلى الجيش الجمهوري الأيرلندي. ومع ذلك، فحتى إثارة هذه القضية أصبحت شبه محرمة بين معظم الإسبان. فهم يعتبرون أن بلاد الباسك، على حد تعبير أحد السياسيين الباسكيين الموالين لإسبانيا الذين قابلتهم، «ليست فقط جزءًا من إسبانيا، ولكن قلب إسبانيا».
وفقًا لغايزكا فرنانديز سولديفيلا، فإن قصة وجود صراع علماني بين الباسك والإسبان كان واحدًا من أكثر الاستعارات استخدامًا من قبل منظمة إيتا والأبرتزالي التي تُركت كذريعة للنشاط الأول. يشير خوسيه أنطونيو بيريز إلى أن تصور حرب بين إسبانيا المحتلة ومدافعين من شعب الباسك عن الحريات الباسكية وضحية الإبادة الجماعية كان يمكن أن تكون بمثابة إطار لتبرير النشاط المسلح لمنظمة إيتا. وفقًا للويس كاستيلس وفرناندو مولينا فإن إعداد وجود قوتين عنيفتين متناظرتين سيسمح بتقسيم المسؤوليات بين منظمة إيتا، وإسبانيا، وفرنسا، ما يؤدي إلى تخفيف إحدى مسؤوليات إيتا، هذه هي القصة التي يتبناها بشدة اليسار الأبيرتشالي، التي من شأنها أن تقدم أيضًا إيتا كاستجابة تاريخية حتمية للصراع العلماني. وفقًا لفرنانديز سولديفيلا، على الرغم من نهاية النشاط المسلح، فإن قصة النزاع الباسكي، التي حددها وكشفها مثقفين أساسيين من أصل أبيرتشالي مثل المؤرخان فرانسيسكو لاتامينيا وخوسيه ماري لورينزو، وناشرين مثل إيناكي إيغانيا، أو إدواردو رينوباليس، أو صحافيين مثل لويس نونيز استرين، سيكون من المفيد أن تكون رسالة موحية لنزع الشرعية من النظام الديمقراطي الحالي، ومزج الضحايا مع المجرمين، ومساواة قضية الباسك بالصراعات الحقيقية مثل تلك التي في جنوب أفريقيا وأيرلندا الشمالية.
رفضت هذه الفكرة باعتبارها من قبل خوسيه ماريا رويز سوروا والأحزاب الإسبانية الدستورية الرئيسية. وذهب بعض السياسيين إلى حد رفض وجود صراع سياسي من الأساس وأشاروا فقط إلى أعمال منظمة إرهابية ضد سيادة القانون. ناقشت مجموعة من المؤرخين الباسك أنه، فضلًا عن نزاع الباسك، إلا أن البلاد عانت من «إستبدادية إيتا». في عام 2012، اعترف أنطونيو باساجويتي، رئيس فرع حزب الشعب الباسكي بوجود نزاع في إقليم الباسك، لكنه ذكر أنه كان صراعًا سياسيًا بين كيانات مختلفة في بلاد الباسك. جوسيبا لوزاو وفرناندو مولينا يجادلان بأن فكرة التعددية التي يستخدمها جزء من التأريخ الباسكي تتعلق بشكل أكبر بحالة معينة من النطاق العام (الأغلبية النسبية) بدلًا من الانخراط الإيجابي في العديد من القطاعات السياسية والاجتماعية (التعددية). وفقًا لهما، أدى استئناف التعددية أخيرًا إلى إبطالها المفاهيمي وتجاهلها، ما سمح بتصنيفها في سياق السرديات الكبرى للنزاع الباسكي.

كتب كلًا من أمايور سناتور أوركو أيارتزا والدكتورة جولين زابالو:
لا يوجد اتفاق بالإجماع عندما يتعلق الأمر بتحديد أسباب ما يسمى بالنزاع الباسكي. ووفقًا لمصادر مختلفة، فهو إما صراع طويل مع جذور تاريخية، أو أداة للسياسة القومية الباسكية، أو محاولة لفرض امتياز، أو دليلاً على عناد الدولة. وأياً كان الأمر، فإن فهم العلاقات التاريخية بين مقاطعات الباسك والدولة الإسبانية والفرنسية أمر لا غنى عنه من أجل تفسير النزاع الحالي.